# Цир (заказник)
Цир — гідрологічний заказник місцевого значення в Україні. Розташований на території Камінь-Каширського району Волинської області, на південь від села Залісся. 
Площа — 49,5 га, статус отриманий у 1992 році за розпорядженням Представника Президента України у Волинській області від 26.05.1992 № 132. Перебуває у віданні філії «Камінь-Каширське лісове господарство» (Клітицьке лісництво, кв. 23, вид. 2, 7, 9, 14, 15, 20). 
Статус присвоєно для збереження та охорони у природному стані підземних джерел — витоків річки Цир — правої притоки Прип'яті. Територія заказника являє собою помірно заболочений різновіковий (від 30 до 90 років) вільхово-ялиновий ліс із домішкою сосни звичайної (Pinus sylvestris) 1-го бонітету. У трав'яному покриві найпоширеніші багно болотне (Ledum palustre), ягідники, лікарські рослини.

## Галерея

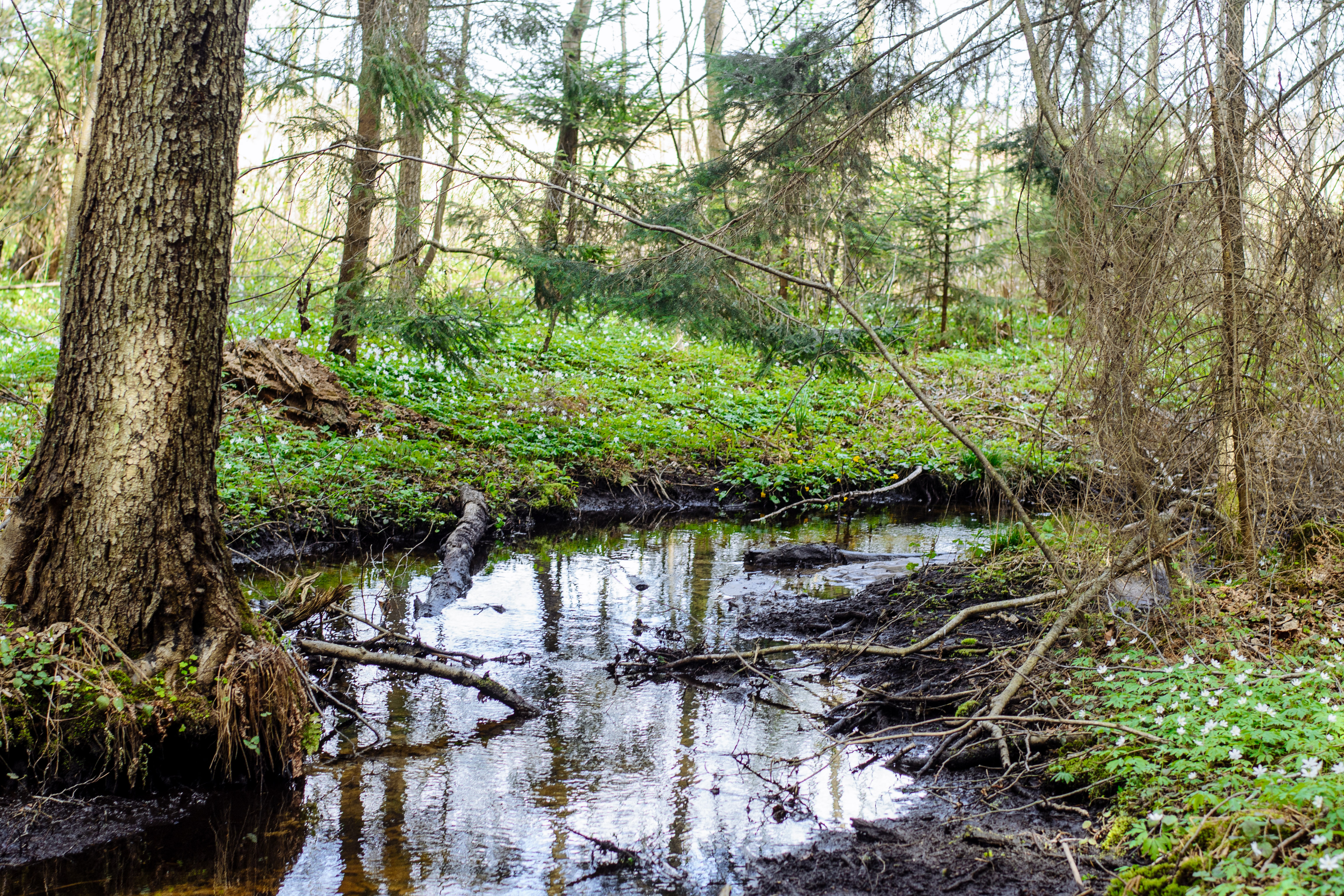
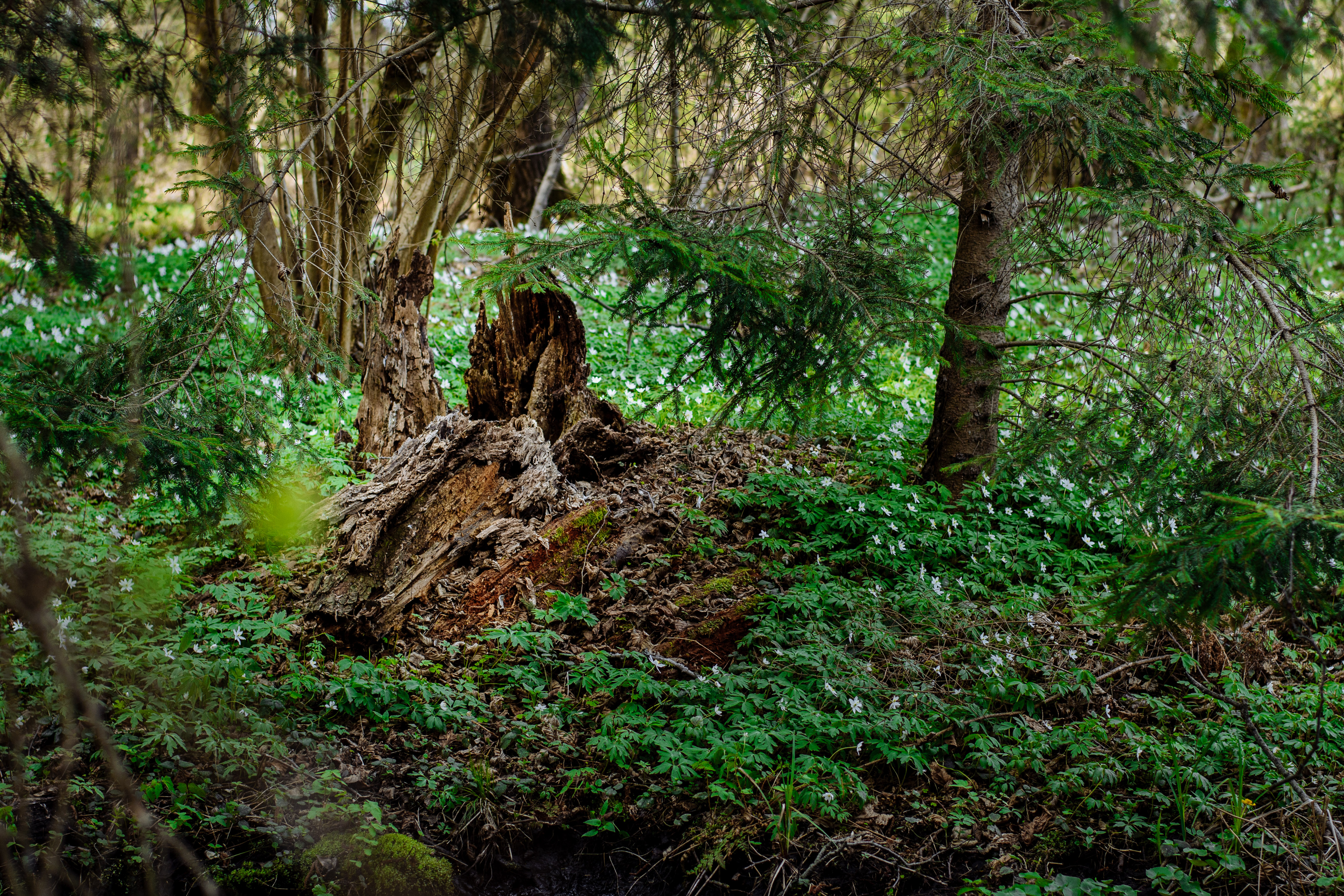
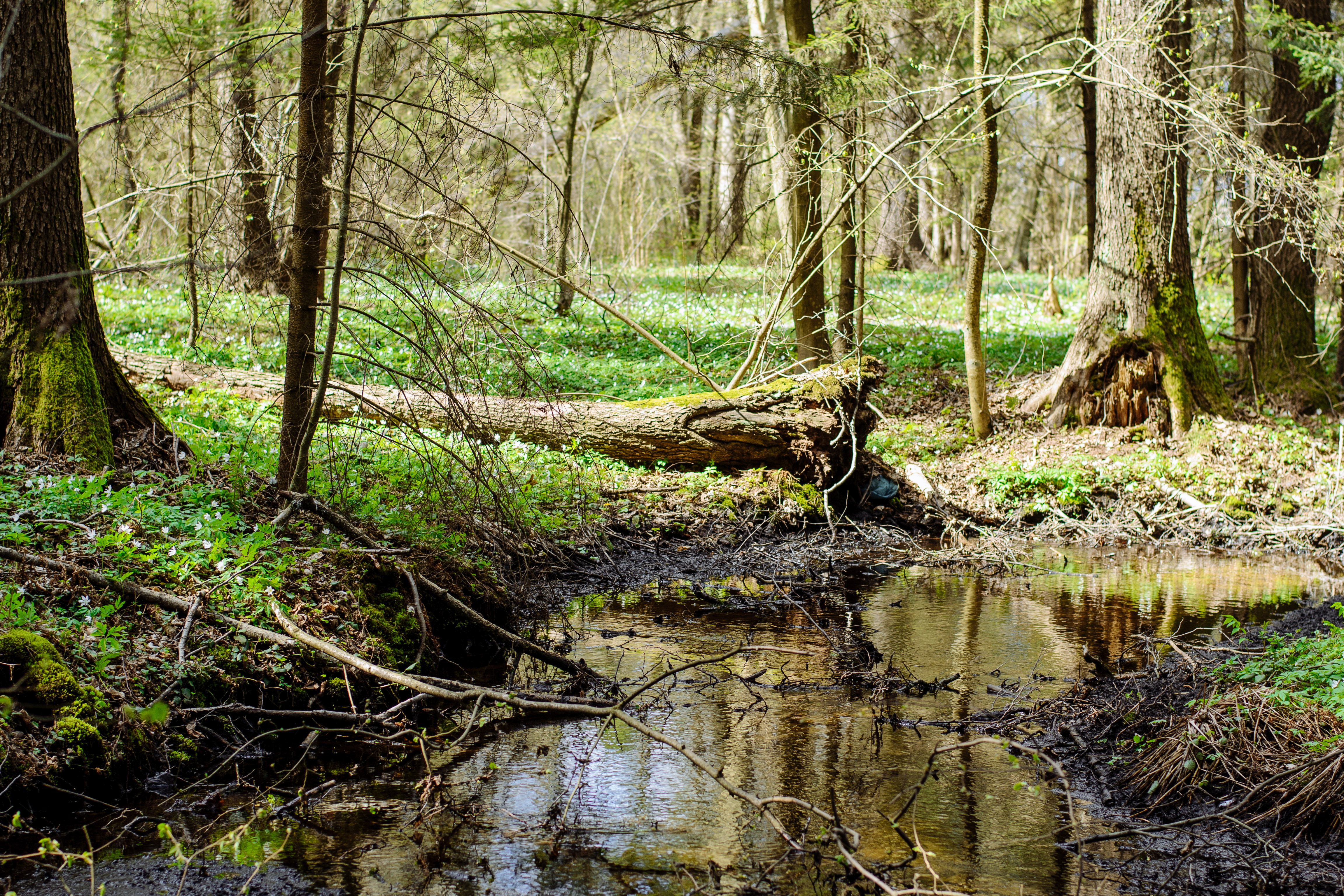
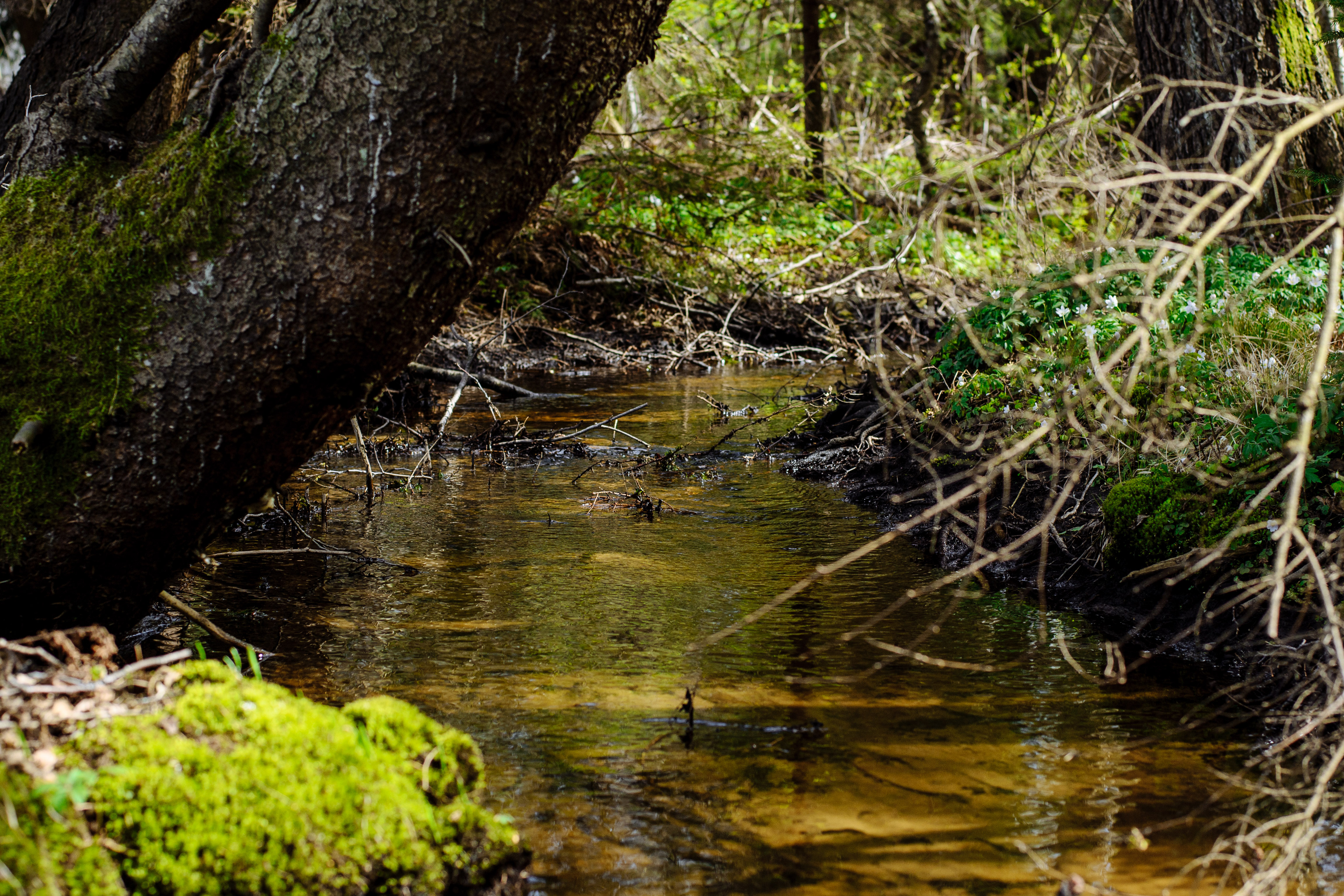
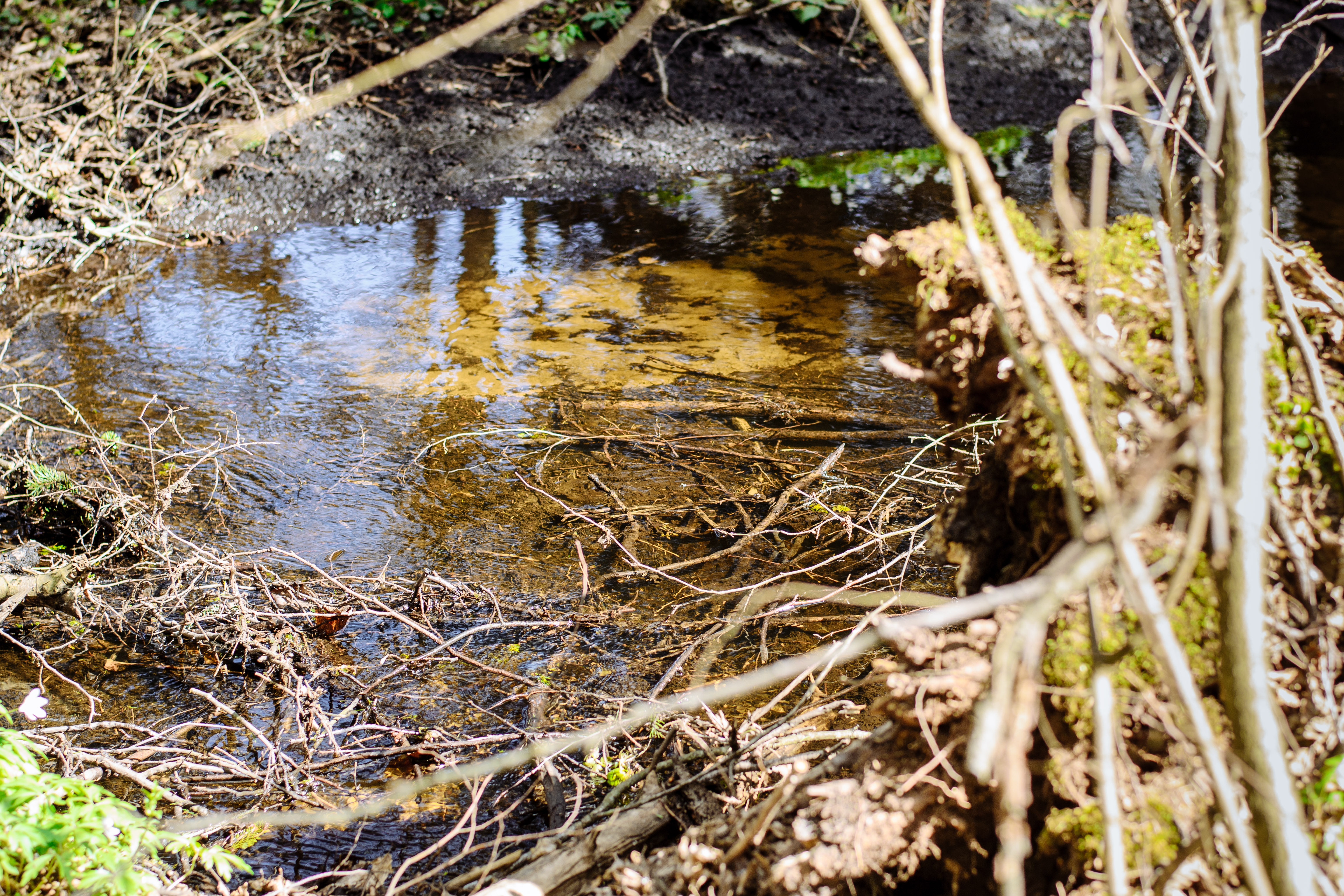